# Колона (шикування)

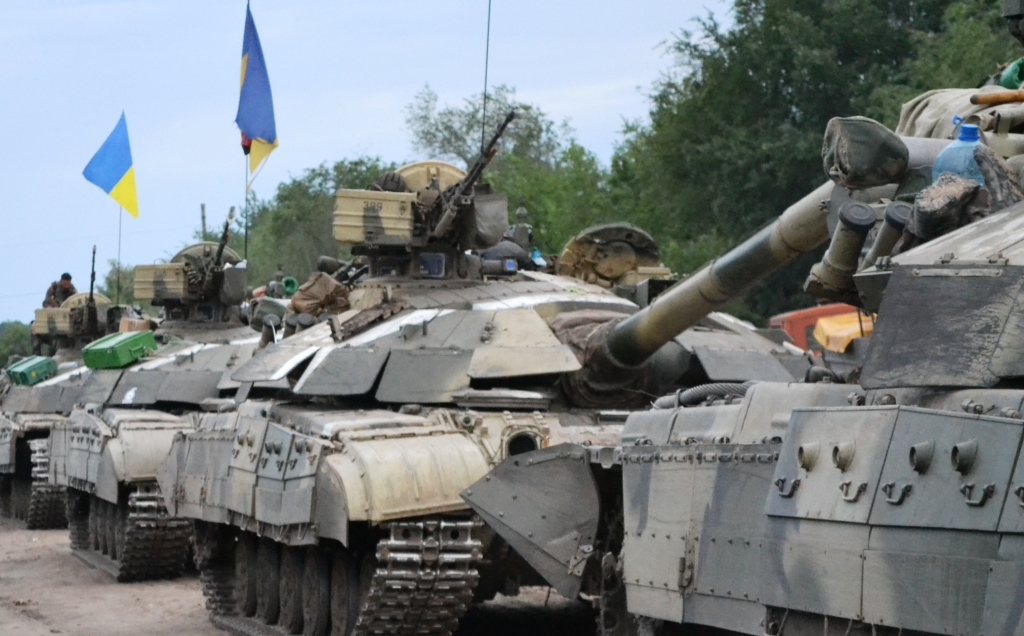
Колона українських Т-64БМ

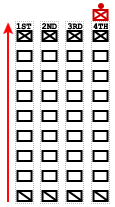
Шикування військового підрозділу у формі колони

Коло́на військо́ва — стрій, у якому військовослужбовці розташовані один за одним, а підрозділи (машини) один (одна) за одним (за одною) — на відстанях, визначених Стройовим статутом або командиром. Колони застосовують для шикування підрозділів і частин у похідний або розгорнутий стрій.
Також колона — організоване для перевезення автомобільним транспортом військове формування або його частина (підрозділ), військова команда і військові вантажі, для перевезення яких потрібно не менше двох автомобілів.